# Abbaye de Tvis
L’abbaye de Tvis est une ancienne abbaye cistercienne, fondée au XIIe siècle par des cisterciens de l'abbaye de Herrevad, et qui était située au Danemark, dans la vallée du Storå, sur le territoire de la paroisse (da) de Holstebro.

## Histoire

### Fondation
L'abbaye est fondée en 1162 ou 1163 à l'initiative de Valdemar Ier, roi du Danemark, ainsi que du prince Buris Henriksen. Des moines de l'abbaye suédoise de Herrevad sont sollicités et s'établissent dans la Tuta Vallis (« vallée sûre »), nom qui donne par assimilation Tvis. Ce nom suggèrerait que le monastère a été bâti entre deux bras du Storå, sur une île mettant les moines en sécurité.

### Au Moyen Âge
L'abbaye reçoit de nombreux dons à Skærum (da), Nørre Felding (da), Hjelm et Kvistrup (da).

### Après la Réforme
La Réforme protestante ferme la plupart des monastères danois. Celui de Tvis est racheté en 1547 par Oluf Munk. En 1698, les nouveaux propriétaires font détruire l'église abbatiale. Une église paroissiale demeure, logée dans l'ancienne aile ouest de l'abbaye. À partir de 1889, toutes les superstructures de l'abbaye sont arasées jusqu'au sol. Les seules parties comportant quelques vestiges visibles sont le cimetière et le moulin à eau qui a été restauré. Ce moulin est déjà mentionné dans la charte de fondation du 24 mars 1163, mais le bâtiment qui a été restauré date des années 1700.

## L'abbaye
Le plan de l'abbaye était le plan classique d'une abbaye cistercienne. L'église abbatiale, située au nord du cloître, mesurait entre quarante-cinq et cinquante mètres de longueur, et le transept vingt mètres de largeur. Dans l'aile est se trouvait notamment la salle capitulaire, dont les ruines actuelle permettent de connaître les dimensions (10 × 24 mètres.